# El quimono carmesí
El quimono carmesí (títol original en anglès: The Crimson kimono) és una pel·lícula dirigida per Samuel Fuller, estrenada el 1959. Ha estat doblada al català.

## Argument[2]
Una strip-tease és assassinada al barri japonès de Los Angeles. Dos detectius, l'un americà, l'altre japonès, vells amics, que s'han conegut durant la guerra, estan encarregats de l'assumpte. Però durant la investigació, la trobada d'una artista-pintora trencarà la seva amistat, després de fer-los adonar-se d'una altra concepció de la vida.

## Repartiment
- Victoria Shaw: Christine Downs
- Glenn Corbett: Charlie Bancroft
- James Shigeta: Joe Kojaku
- Anna Lee: Mac
- Paul Dubov: Casale
- Jaclynne Greene: Roma
- Neyle Morrow: Hansel
- Gloria Pall: Sugar Torch
- George Yoshinaga: Willy Hidaka
- Walter Burke: Ziggy